# River Noe (vattendrag i Storbritannien)
River Noe är ett vattendrag i Storbritannien.   Det ligger i riksdelen England, i den södra delen av landet, 230 km nordväst om huvudstaden London.